# إيفان والش
إيفان والش (بالإنجليزية: Ivan Walsh)‏ (29 أبريل 1924 في نيوزيلندا - 12 مايو 2005 في نيوزيلندا) هو لاعب كريكت ولاعب كرة قدم نيوزلندي في مركز الهجوم. شارك مع منتخب نيوزيلندا لكرة القدم. أما مع النوادي، فقد لعب مع Northern AFC ‏.

## وصلات خارجية
- إيفان والش على موقع إي آس بي آن كريك إنفو (الإنجليزية)